# 國家知識產權局

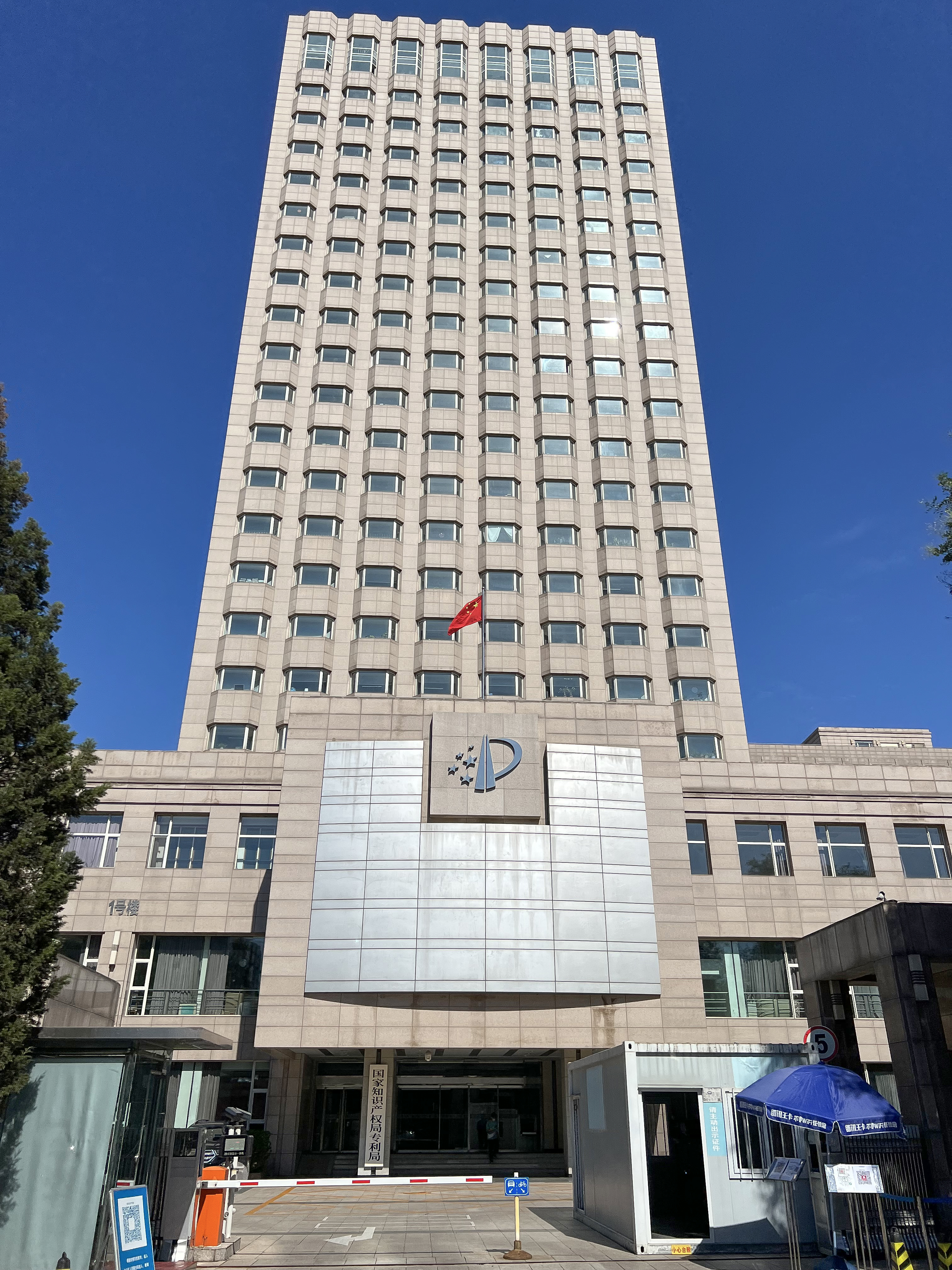
国家知识产权局主楼

国家知识产权局，是中华人民共和国国务院负责专利、商标工作和统筹协调涉外知识产权事宜的国务院直属机构。
国家知识产权局主要负责保护知识产权工作，推动知识产权保护体系建设，负责商标、专利、原产地地理标志的注册登记和行政裁决，指导商标、专利执法工作等工作。

## 沿革
1978年3月，中共中央主席、国务院总理华国锋指示，“国家科委要把专利工作统一管起来”。明确中国即将开展的专利工作，归口国家科委管理，具体由国家科委成果局承办，局长宋永林是刚刚从中国计量科学研究院调到中国驻日本大使馆的科技参赞，由国家科委副主任武衡分管。
1980年1月14日，国务院「国发〔1980〕10号」文批转国家科委《关于我国建立专利制度的请示报告》。根据批示，同日，国家科委组建了中华人民共和国专利局，国家科委副主任武衡兼任局长。中国专利局由国家科委代管。1980年5月，中国专利局搬到王府井和平宾馆开始独立办公，国家科委外事局副局长黄坤益出任专利局第二任局长兼分党组书记（1982年5月-1987年9月）。1984年3月12日，第六届全国人民代表大会常务委员会第四次会议通过了《中华人民共和国专利法》。1988年8月13日《国务院关于国务院机构设置的通知》中明确：中华人民共和国专利局是直属局级的部委归口管理的国家局，由国家科学技术委员会归口管理。
1994年3月14日，根据第八届全国人民代表大会第一次会议批准的国务院机构改革方案和《关于国务院机构设置的通知》（国发〔1993〕25号），中华人民共和国专利局改为国务院直属事业单位，经国务院授权，继续承担全国专利工作的政府行政管理职能。
1998年，因应国务院机构改革，调整组建国家知识产权局，作为国务院直属机构。中国专利局改为国家知识产权局直属事业单位，更名为国家知识产权局专利局。国家知识产权局专利局下设办公室、人事教育部、审查业务管理部、自动化部、党委、初审及流程管理部、机械发明审查部、电学发明审查部、通信发明审查部、医药生物发明审查部、化学发明审查部、光电技术发明审查部、材料工程发明审查部、实用新型审查部、外观设计审查部、专利文献部；同时，中国专利局专利复审委员会更名为国家知识产权局专利局专利复审委员会。2001年，国家知识产权局专利局专利复审委员会更名为国家知识产权局专利复审委员会，仍为国家知识产权局专利局直属事业单位。
2003年底，经批准，国家知识产权局专利复审委员会成为具有独立法人资格的国家知识产权局直属事业单位。国家知识产权局专利复审委员会下设办公室、党委（纪委）办公室、人事教育处、审查业务协调处、研究处、质量保障处、信息化处、立案及流程管理处、机械申诉一处、机械申诉二处、交通装备申诉处、电学申诉一处、电学申诉二处、信息技术应用申诉处、通信申诉一处、通信申诉二处、移动通信技术申诉处、医药生物申诉一处、医药生物申诉二处、化学申诉一处、化学申诉二处、光电技术申诉一处、光电技术申诉二处、材料工程申诉一处、材料工程申诉二处、实用新型申诉处、外观设计申诉一处、外观设计申诉二处、外观设计申诉三处、行政诉讼一处、行政诉讼二处。
2018年3月17日第十三届全国人民代表大会第一次会议通过《第十三届全国人民代表大会第一次会议关于国务院机构改革方案的决定》，批准《国务院机构改革方案》。方案规定：“重新组建国家知识产权局。将国家知识产权局的职责、国家工商行政管理总局的商标管理职责、国家质量监督检验检疫总局的原产地地理标志管理职责整合，重新组建国家知识产权局，由国家市场监督管理总局管理。”同时，原属知识产权局的商标、专利执法职责交由市场监管综合执法队伍承担。
2020年8月31日，根据国家发展改革委《关于全面推开行业协会商会与行政机关脱钩改革的实施意见》（发改体改〔2019〕1063号），原由知识产权局主管的中国专利保护协会等1家行业协会（商会）与知识产权局分离，依法直接登记、独立运行，剥离行政职能，不再设置业务主管单位。取消对行业协会的直接财政拨款，通过政府购买服务等方式支持其发展。全面实行劳动合同制度，依法依章程自主招聘工作人员。
2023年3月7日，第十四届全国人民代表大会第一次会议公布的《国务院机构改革方案》提出将国家知识产权局由国家市场监督管理总局管理的国家局调整为国务院直属机构。商标、专利等领域执法职责继续由市场监管综合执法队伍承担，相关执法工作接受国家知识产权局专业指导。

## 职责
根据《国家知识产权局职能配置、内设机构和人员编制规定》，国家知识产权局承担下列职责：
1. 负责拟订和组织实施国家知识产权战略。拟订加强知识产权强国建设的重大方针政策和发展规划。拟订和实施强化知识产权创造、保护和运用的管理政策和制度。
2. 负责保护知识产权。拟订严格保护商标、专利、原产地地理标志、集成电路布图设计等知识产权制度并组织实施。组织起草相关法律法规草案，拟订部门规章，并监督实施。研究鼓励新领域、新业态、新模式创新的知识产权保护、管理和服务政策。研究提出知识产权保护体系建设方案并组织实施，推动建设知识产权保护体系。负责指导商标、专利执法工作，指导地方知识产权争议处理、维权援助和纠纷调处。
3. 负责促进知识产权运用。拟订知识产权运用和规范交易的政策，促进知识产权转移转化。规范知识产权无形资产评估工作。负责专利强制许可相关工作。制定知识产权中介服务发展与监管的政策措施。
4. 负责知识产权的审查注册登记和行政裁决。实施商标注册、专利审查、集成电路布图设计登记。负责商标、专利、集成电路布图设计复审和无效等行政裁决。拟订原产地地理标志统一认定制度并组织实施。
5. 负责建立知识产权公共服务体系。建设便企利民、互联互通的全国知识产权信息公共服务平台，推动商标、专利等知识产权信息的传播利用。
6. 负责统筹协调涉外知识产权事宜。拟订知识产权涉外工作的政策，按分工开展对外知识产权谈判。开展知识产权工作的国际联络、合作与交流活动。
7. 完成党中央、国务院交办的其他任务。

## 机构设置
根据《国家知识产权局职能配置、内设机构和人员编制规定》，国家知识产权局内设机构为副司局级，国家知识产权局设置下列机构：

### 内设机构
- 办公室
- 条法司
- 战略规划司
- 知识产权保护司
- 知识产权运用促进司
- 公共服务司
- 国际合作司（港澳台办公室）
- 人事司
- 机关党委（机关纪委）
- 离退休干部部（正处级）

### 直属事业单位
- 国家知识产权局专利局（副部级）
- 国家知识产权局商标局（正司局级）
- 国家知识产权局机关服务中心
- 中国知识产权报社
- 中国专利信息中心
- 中国知识产权培训中心
- 国家知识产权局知识产权发展研究中心
- 国家知识产权局专利检索咨询中心
- 国家知识产权局专利局专利审查协作北京中心（专利局管理）
- 国家知识产权局专利局专利审查协作江苏中心（专利局管理）
- 国家知识产权局专利局专利审查协作广东中心（专利局管理）
- 国家知识产权局专利局专利审查协作河南中心（专利局管理）
- 国家知识产权局专利局专利审查协作湖北中心（专利局管理）
- 国家知识产权局专利局专利审查协作天津中心（专利局管理）
- 国家知识产权局专利局专利审查协作四川中心（专利局管理）

### 直属企业单位
- 知识产权出版社有限公司
- 中国专利技术开发公司（专利局管理）

### 主管社会团体
- 中国知识产权研究会
- 中华全国专利代理师协会

## 历任领导
| 局长 ...... - 田力普（2005年6月—2013年12月） - 申长雨（2013年12月—，2018年3月至2023年6月为国家市场监督管理总局党组成员兼，兼专利局局长） | 副局长 ...... - 卢鹏起（2022年1月—） - 胡文辉（2021年12月—） - 张志成（2024年12月—，兼直属机关党委书记、专利局党委书记） - 陈丹（2025年4月—） |